# Katsuyuki Saito
Katsuyuki Saito (斎藤 克幸 Saito Katsuyuki?), född 7 april 1973 i Fukushima prefektur, är en japansk före detta fotbollsspelare.
Saito började sin karriär 1997 i Brummell Sendai (Vegalta Sendai). Han spelade 82 ligamatcher för klubben. Han avslutade karriären 2001.